# Elektronska konfiguracija
Elektronska konfiguracija je raspored elektrona u atomu, obilježen nizom energijskih stanja koja se predočavaju raspodjelom elektrona u koncentrične ljuske oko atomske jezgre, momentom veličine njihova gibanja i drugo. Broj elektrona u potpunom (neutralnom) atomu odgovara atomskomu (rednomu) broju elementa. Stanje pojedinog elektrona u atomu određuju 4 kvantna broja: glavni, orbitalni, magnetski i spinski kvantni broj (kvantna mehanika). 
- Glavni kvantni broj n određuje energiju pojedine skupine bliskih energija i može imati vrijednosti:

n = 1, 2, 3, ...
U kemiji se taj niz energijskih razina naziva ljuska i označavaju se s K, L, M, N...
- Orbitalni kvantni broj l određuje veličinu kutne količine gibanja elektrona u atomu koju označavamo s L (zamah). Veličina L i l su povezane jednadžbom:

L2 = l(l+1)ћ.
Vrijednosti l su: 
l = 0, 1, 2, 3, ...(n - 1)
ћ = h/2π gdje h predstavlja Planckovu konstantu. Često se orbitalni kvantni broj naziva podljuskom ili orbitalom i označava slovima s, p, d, f,... prema izgledu spektralnih linija.
l = 0 → s sharp (oštra)
l = 1 → p principal (glavna)
l = 2 → d diffuse (raspršena)
l = 3 → f fundamental (osnovna)
- Magnetski orbitalni kvantni broj po apsolutnoj vrijednosti ne može biti veći od orbitalnog kvantnog broja, |ml| ≤ l. Poprima vrijednosti:

ml = -l, (-l + 1), ... -1, 0, +1,... (l – 1), l
Dakle, svakom paru brojeva n, l odgovara (2n + 1) različitih vrijednosti kvantnog broja ml. U vanjskom magnetskom polju u smjeru odabrane osi, primjerice z – osi, projekcija zamaha L je također kvantizirana i ima vrijednost Lz = mlћ.
- Magnetski spinski kvantni broj ms; spinom se opisuje vlastito svojstvo elektrona nešto slično vrtnji elektrona oko vlastite osi, po čemu je i odabran naziv tog kvantnog broja. Može poprimiti samo dvije vrijednosti:

ms = −1/2 ili +1/2.
Komponenta spina u smjeru magnetskog polja je msћ: −1/2ћ ili +1/2ћ. Vlastiti zamah S = ћ[s(s+1)]1/2, a u smjeru magnetskog polja Sz = msћ. Spin je svojstvo elementarnih čestica, i čestice polucjelobrojnoga spina nazivamo fermionima, a cjelobrojnog bozonima. 
Za označivanje normalnih stanja atoma i iona poznatih elemenata (ukupno gotovo 6000 stanja) dovoljno je prvih sedam glavnih i prva četiri orbitalna kvantna broja. Pri tome je od osnovne važnosti Paulijevo načelo isključenja istih stanja: u određenom stanju glavnoga, orbitalnoga, magnetskog [m = – l,…, 0,…, l] i spinskoga S = ± 1/2 kvantnog broja u jednom atomu može biti samo jedan elektron. Zato u podljusci atoma s orbitalnim kvantnim brojem l može biti 2l + 1 vrijednosti m stanja puta 2 spinska stanja, tj. ukupno 2(2l + 1) elektrona. Elektronska ljuska sadržava sve podljuske l = 0, 1, 2, … n – 1, pa maksimalni broj elektrona u jednoj ljusci iznosi 2 (2 · 0 + 1) + 2 (2 · 1 + 1) + … + 2 [ 2 · ( n – 1 ) + 1] = 2n². Elektronska konfiguracija pojedinog atoma označuje se stanjima (n i l) i brojem elektrona. Osnovno stanje vodika je 1s1 (n = 1, l = 0); helija 1s2, litija 1s22s1, kisika 1s22s22p4 itd. Kemijska svojstva atoma ovise u najvećoj mjeri o vanjskoj elektronskoj ljusci. Elementi s popunjenim ljuskama ili podljuskama ne pokazuju afinitet prema drugim elementima (plemeniti plinovi). Proučavanje elektronskih konfiguracija elemenata pokazuje da se elektronske ljuske pune redom samo do argona (elektronska konfiguracija je 1s22s22p63s23p6); dalje se ne nastavlja popunjavanje (3d) podljuske, već započinje popunjavanje ljuske 4. Razlog je u tome što se uvijek popunjava najniže energijsko stanje, a podljuske s velikim orbitalnim momentima (2, 3,…) u srednjim i teškim elementima često imaju višu energiju od podljusaka s malim l (0 ili 1) u idućoj višoj ljuski. Kako je vanjska ljuska popunjena do neke podljuske, a idući redom u periodnom sustavu popunjava se prethodna elektronska ljuska, elementi u takvu nizu (lantanidi, aktinidi) imaju vrlo slična kemijska svojstva (periodni sustav elemenata). Atomi u uzbuđenim stanjima imaju različitu elektronsku konfiguraciju od atoma u osnovnom stanju. Prijelazi iz jedne u drugu elektronsku konfiguraciju obavljaju se uz emisiju fotona svjetlosti, u sudarima itd. (emisija; spektar)